# Тімофєєв Вадим Михайлович
Тімофєєв Вадим Михайлович (*20 серпня 1935 року, Бєлорєцьк) — український геоморфолог, кандидат геолого-мінералогічних наук, провідний науковий співробітник географічного факультету Київського національного університету імені Тараса Шевченка.

## Біографія
Народився 20 серпня 1935 року в Бєлорєцьку, Башкортостан, СРСР. Закінчив у 1958 році геологічний факультет Московського державного університету імені М. В. Ломоносова. Працював геологом, начальником партії Північно-східного управління Міністерства геології СРСР (Магаданська область), начальником геолого-розвідувальної партії в Республіці Малі; геологом та начальником геологічної партії об'єднання «Північукргеологія», старшим геологом державного підприємства «Геопрогноз». У Київському університеті працює з 1973 року старшим науковим співробітником. У 1995–2001 роках провідний науковий співробітник науково-дослідної частини географічного факультету. Кандидатська дисертація захищена в 1982 році на тему «Розломно-блокові структури та їх відображення у рельєфі північно-західної частини Українського щита (на прикладі території Коростенського плутона)». Викладав курси: «Структурна геоморфологія» та «Дистанційні методи дослідження рельєфу».

## Нагороди і відзнаки
Нагороджений Почесною грамотою Міністерства освіти і науки України у 2004 році.

## Наукові праці
Сфера наукових досліджень: проблеми структурної геоморфології, палеогеоморфології антропогену, дистанційні методи дослідження рельєфу, роль новітньої тектоніки у рельєфотворенні. Автор понад 70 наукових праць, 2 монографій у співавторстві, ряд навчально-методичних розробок. Основні праці:
1. (рос.) Кошик Ю. А., Тимофеев В. М., Чмыхал В. Н. Особенности рельефа ледниковой области Житомирского Полесья. — К.: Наукова думка, 1976.
2. (рос.) В краю ландышей и азалий: о природе Украинского Полесья[недоступне посилання з липня 2019] / Г. К. Смык, Н. Н. Бортняк, Л. С. Балашев и др. — К.: Урожай, 1989. — 208 с.